# Autopista Chickasaw
La Autopista Chickasaw es una corta carretera de dos carriles con peajes en la región rural sur-central del estado de Oklahoma, Estados Unidos. Tiene una longitud de 21.4 km desde el sur de Sulphur hasta el sur de Ada. La Autoridad de Autopistas de Oklahoma (OTA por sus siglas en inglés) posee, mantiene, y recolecta peajes en la autopista. La primera sección de la autopista abrió el 1 de septiembre de 1991.
La autopista fue resultado de un compromiso entre legisladores rurales y urbanos. Originalmente, era parte de un ahora cancelado plan para conectar Oklahoma desde el sur y el este con una autopista más larga. También tenía la intención de enlazar Ada al sistema interestatal. Un segmento de 6.4 km de la autopista fue transferido al Departamento de Transportación de Oklahoma, haciéndola una autopista libre de peajes en 2011.

## Descripción de la ruta
La Autopista Chickasaw es una ruta desde el suroeste al noreste, pasando por dos condados, el condado Murray y el condado Pontotoc. La autopista comienza en el condado de Murray por la carretera nacional US-177 al norte de Sulphur. La autopista continúa al noreste en Pontotoc. Al norte del condado hay una plaza de peajes, la única en la vía. Más allá de la plaza de peaje hay un intercambio en el pueblo de Roff. Este es un intercambio parcial, dando acceso a Roff para viajeros que llegan del este y accede a las carreteras el oeste de Roff.
La Autopista Chickasaw termina en la SH-1.
La autopista tiene solo dos carriles la mayoría de su trayecto; sin embargo, hay un carril corto pasando hacia el este. La Chickasaw es la única autopista de dos carriles en Oklahoma.

## Historia

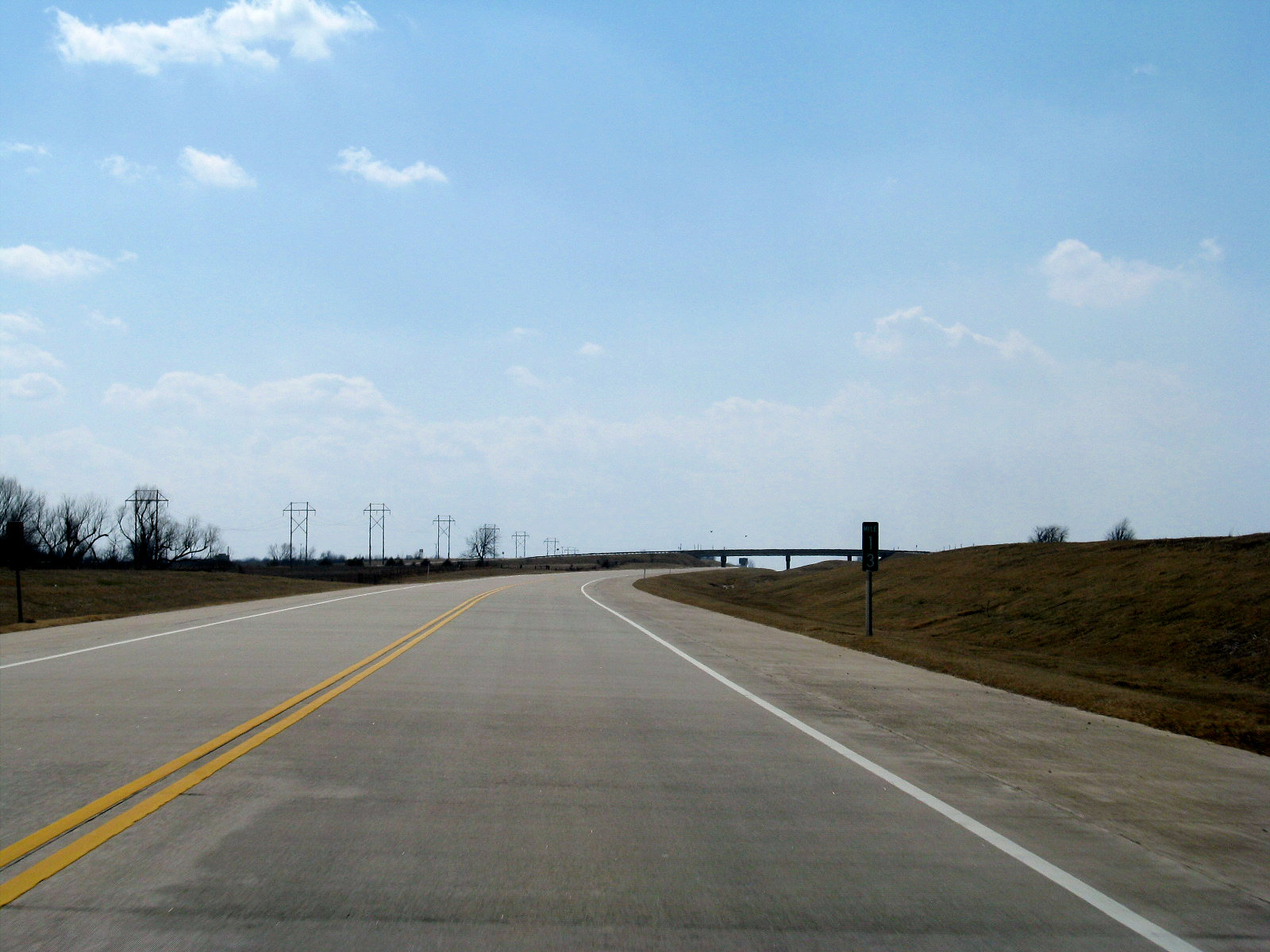
La Autopista Chickasaw hacia el este en el km 20

La Autopista Chickasaw fue originalmente ideada como un corredor desde la Interestatal 35 (I-35) cerca a Davis hacia la Interestatal 40 (I-40) cerca de Henryetta. Propuesta por los políticos del sur de Oklahoma, la autopista tenía como intención promover desarrollo económico y conectar Ada al Sistema de Autopistas Interestatales. También fue propuesta al mismo tiempo con otras tres autopistas, las cuales se convertirían en la Autopista Kilpatrick en la Ciudad de Oklahoma, la Autopista Creek en Tulsa, y la Autopista Cherokee, la cual desvío una sección montañosa de la US-412 en el este de Oklahoma. Legisladores rurales se objetaron a las autopistas Kilpatrick y Creek, y se movieron a bloquearlas a menos que la Autopista Chickasaw fuese construida. Legisladores urbanos cedieron y permitieron a la Chickasaw fuese construida como parte de un compromiso antes de que se empezara a trabajar en las otras dos autopistas. La autopista fue autorizada en 1987.
El gobernador Henry Bellmon se opuso a la autopista Chickasaw, argumentando que sería una pérdida de dinero. [ref5] Dewey F. Bartlet, Jr., un miembro de OTA (y futuro alcalde de Tulsa), fue citado diciendo: "Yo creo que apesta. Nosotros nunca quisimos construirla. No era algo que nosotros pensáramos que era apropiado. Pero para construir las tres autopistas que eran necesarias, esa es la única manera que pudimos construirla."

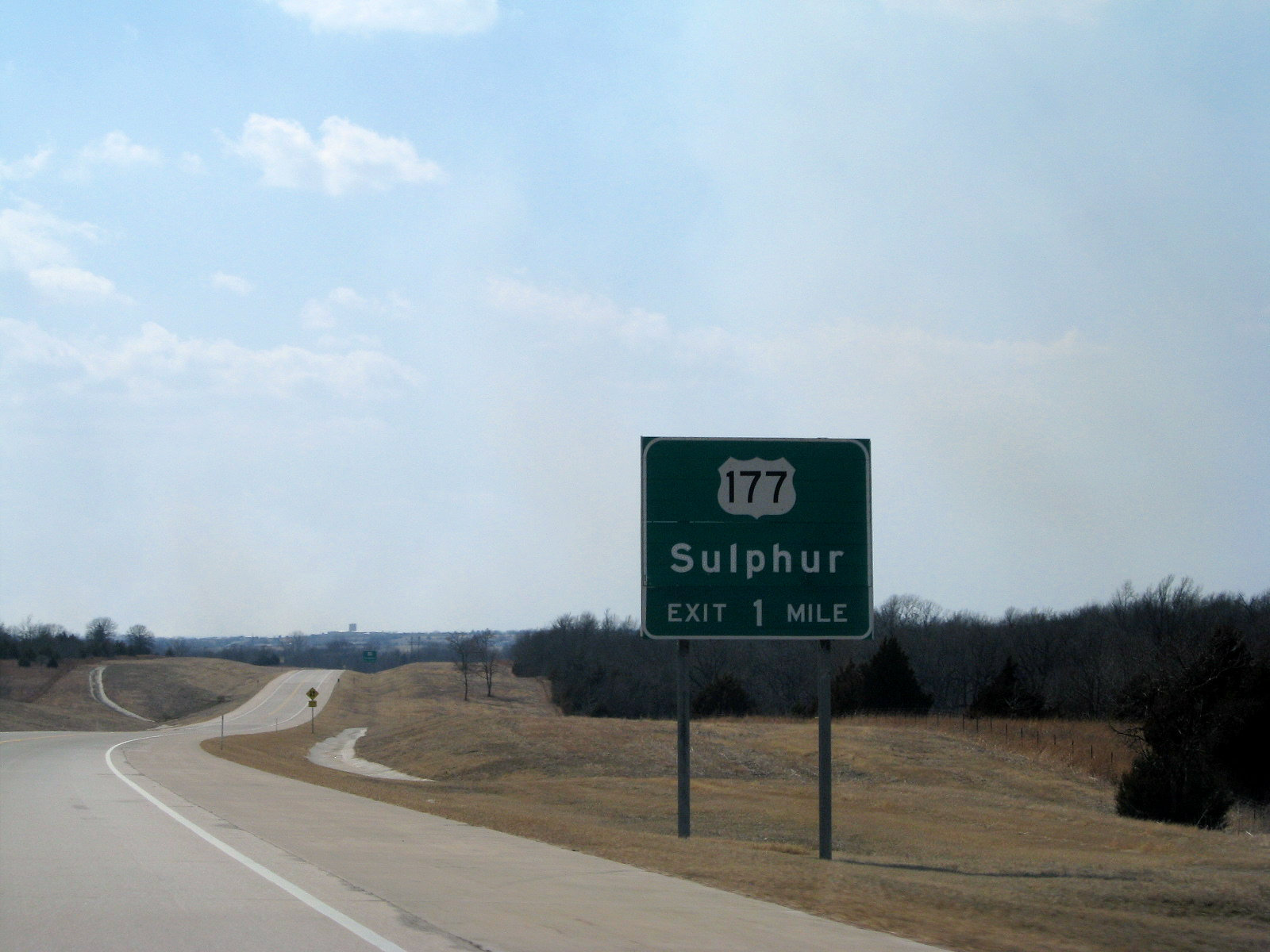
Señalización de la salida a Sulphur

Los bonos para la primera sección fueron aprobados en 1989. Los bonos específicamente permitieron que la autopista de peaje fuera transferida al Departamento de Transporte de Oklahoma y se convirtieran en una carretera libre, la única autopista en Oklahoma elegible para este tipo de transferencia. Al mismo tiempo, sin embargo, el director de ODOT, Bobby Green, dijo que su agencia no podía comprar la autopista debido a la falta de fondos. La Chickasaw costó casi $ 44 millones de dólares para construir (equivalente a $ 64.4 millones de dólares en 2015 [ref10] ). Su primera sección se abrió el 1 de septiembre de 1991. Originalmente, la autopista comenzó en SH-7 al oeste de Sulphur, procediendo hacia el noreste a la unión US-177, continuando luego hacia el noreste en su alineación actual.

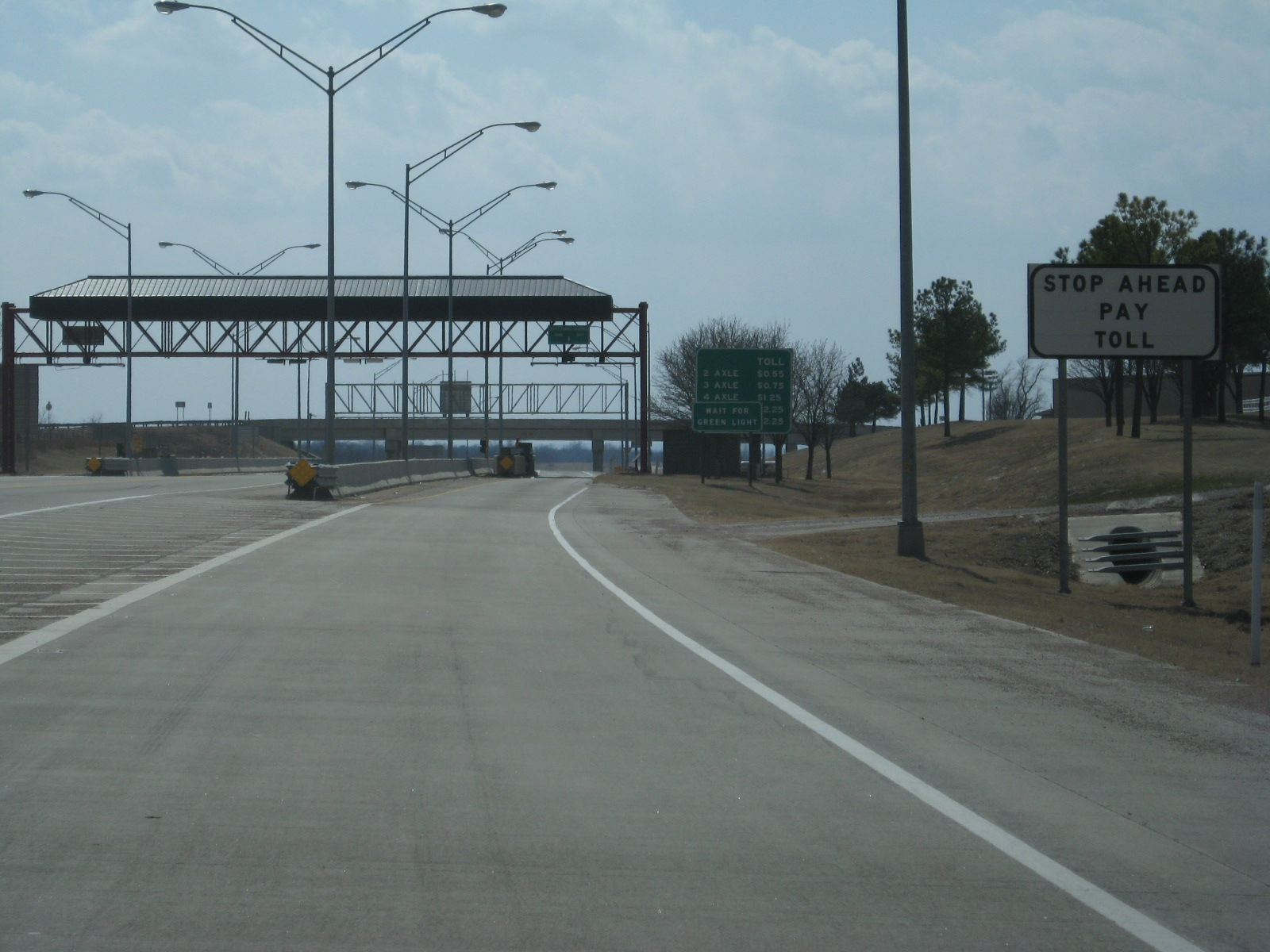
Plaza de peajes

## Peajes
A partir de 2009, los pasajeros de vehículos de dos ejes (como automóviles y motocicletas) pagan peajes de 65 ¢ en efectivo o 55 ¢ si se utiliza Pikepass. Los conductores de vehículos con más de dos ejes, como los camioneros, pagan peajes más altos. Los peajes se recogen en la plaza de peaje de una sola barrera entre los intercambiadores US-177 y Roff. Debido a los intercambios parciales, no es posible utilizar legalmente la autopista sin pasar por esta plaza de peaje. El peaje es el mismo independientemente del punto de entrada o salida.
La Autopista Chickasaw ha sido completamente automatizada desde poco después de su inauguración. Como predijo el Gobernador Bellmon, ha sido una pérdida de dinero consistente desde su apertura. Las mejoras se financian en gran medida a través de los ingresos de las autopistas Turner y Will Rogers más rentables.